# Talmont-Saint-Hilaire
Pour les articles homonymes, voir Talmont et Saint-Hilaire.
Talmont-Saint-Hilaire est une commune du Centre-Ouest de la France, située sur la côte de Lumière, dans le département de la Vendée en région Pays de la Loire.

## Géographie
Le territoire municipal de Talmont-Saint-Hilaire s'étend sur 9 048 hectares. L'altitude moyenne de la commune est de 29 mètres, avec des niveaux fluctuant entre 0 et 57 mètres,.
Le château de Talmont, siège de la principauté de Talmont, était situé à l'extrémité occidentale de l'ancienne région du Bas-Poitou. Construit sur une hauteur, son caractère défensif se voyait renforcé par le fait que l'océan Atlantique baignait ses douves deux fois par jour.
| Sainte-Foy                           | Grosbreuil            | Poiroux                |
| Les Sables-d'Olonne Château-d'Olonne | Talmont-Saint-Hilaire | Saint-Hilaire-la-Forêt |
| Océan Atlantique                     | Jard-sur-Mer          | Saint-Vincent-sur-Jard |

### Géologie

#### Le site du Veillon et ses traces de dinosauriens
En 1963, M. Gilbert Bessonnat, passionné de sciences, découvrit des ichnites, traces fossiles, en effectuant un relevé géologique de la falaise. Il fut le premier à les identifier comme étant des traces de dinosauriens. Le site fut alors précisément étudié par F. Lapparent, C. Montenat et M. Ters.
Lors de la découverte, le gisement fut pillé. Aujourd'hui, il est protégé et seule l'observation et les photographies sont permises.
Les empreintes de dinosauriens ne sont visibles qu'à certaines périodes de l'année, surtout en hiver lorsque les courants marins entraînent le sable au large. Pendant la période estivale, l'observation paléontologique reste plus délicate car le sable et les algues envahissent les lieux.

#### Un paléoestuaire
Le paléoestuaire du Veillon est aujourd'hui essentiellement connu par les traces tridactyles de dinosauriens bipèdes qu'il recèle. Les empreintes, par milliers, se succèdent sur trois couches géologiques dont l'épaisseur totale ne dépasse guère une dizaine de mètres.
À la base, la première strate présente des indices de sols de plaines alluviales tropicales, et l'on pense qu'il s'agissait d’une zone plane avec des apports liés à la crue du fleuve. Le second niveau témoigne d'un environnement de type lagune soumis à l'influence du fleuve. La troisième couche est constituée par un calcaire dolomitique argileux jaune plus ou moins coquillier connu sous le nom de « calcaire Nankin ». C'est ce dernier étage qui présente des traces de dinosauriens, inscrits sur une plage de fond de baie largement ouverte sur l’océan.
Il y a 204 millions d’années, à la fin du Trias et au début du Lias inférieur, la flore était essentiellement constituée d’une végétation de l’ordre des coniférales, révélant une certaine aridité du milieu, sans doute liée à la salinité.
L’étude des traces d'animaux (photographies, relevés…) permet de distinguer différents dinosauriens bipèdes dont : Eubrontes veillonensis, les Grallators olonensis et les Talmontopus Tersi. Le plus grand Eubrontes veillonensis atteignait environ 3 m de hauteur et avait une enjambée d'environ 1,20 m.

### Climat
Pour des articles plus généraux, voir Climat des Pays de la Loire et Climat de la Vendée.
En 2010, le climat de la commune est de type climat océanique franc, selon une étude du CNRS s'appuyant sur une série de données couvrant la période 1971-2000. En 2020, Météo-France publie une typologie des climats de la France métropolitaine dans laquelle la commune est exposée à un climat océanique et est dans la région climatique  Bretagne orientale et méridionale, Pays nantais, Vendée, caractérisée par une faible pluviométrie en été et une bonne insolation. 
Pour la période 1971-2000, la température annuelle moyenne est de 12,7 °C, avec une amplitude thermique annuelle de 13,3 °C. Le cumul annuel moyen de précipitations est de 786 mm, avec 12,5 jours de précipitations en janvier et 6,1 jours en juillet. Pour la période 1991-2020, la température moyenne annuelle observée sur la station météorologique de Météo-France la plus proche, « Château-d'Olonne », sur la commune des Sables-d'Olonne à 13 km à vol d'oiseau, est de 13,2 °C et le cumul annuel moyen de précipitations est de 746,7 mm,. Pour l'avenir, les paramètres climatiques de la commune estimés pour 2050 selon différents scénarios d'émission de gaz à effet de serre sont consultables sur un site dédié publié par Météo-France en novembre 2022.

## Urbanisme

### Typologie
Au 1er janvier 2024, Talmont-Saint-Hilaire est catégorisée bourg rural, selon la nouvelle grille communale de densité à sept niveaux définie par l'Insee en 2022.
Elle appartient à l'unité urbaine de Talmont-Saint-Hilaire, une unité urbaine monocommunale constituant une ville isolée,. Par ailleurs la commune fait partie de l'aire d'attraction des Sables-d'Olonne, dont elle est une commune de la couronne,. Cette aire, qui regroupe 9 communes, est catégorisée dans les aires de 50 000 à moins de 200 000 habitants,.
La commune, bordée par l'océan Atlantique, est également une commune littorale au sens de la loi du 3 janvier 1986, dite loi littoral. Des dispositions spécifiques d’urbanisme s’y appliquent dès lors afin de préserver les espaces naturels, les sites, les paysages et l’équilibre écologique du littoral, tel le principe d'inconstructibilité, en dehors des espaces urbanisés, sur la bande littorale des 100 mètres, ou plus si le plan local d’urbanisme le prévoit.

### Occupation des sols
L'occupation des sols de la commune, telle qu'elle ressort de la base de données européenne d’occupation biophysique des sols Corine Land Cover (CLC), est marquée par l'importance des territoires agricoles (78 % en 2018), en diminution par rapport à 1990 (84,5 %). La répartition détaillée en 2018 est la suivante : 
terres arables (53,3 %), zones agricoles hétérogènes (16 %), prairies (8,7 %), zones urbanisées (8,2 %), zones humides côtières (5,4 %), forêts (4 %), espaces verts artificialisés, non agricoles (1,7 %), zones industrielles ou commerciales et réseaux de communication (1,6 %), eaux maritimes (0,5 %), milieux à végétation arbustive et/ou herbacée (0,3 %), eaux continentales (0,3 %). L'évolution de l’occupation des sols de la commune et de ses infrastructures peut être observée sur les différentes représentations cartographiques du territoire : la carte de Cassini (XVIIIe siècle), la carte d'état-major (1820-1866) et les cartes ou photos aériennes de l'IGN pour la période actuelle (1950 à aujourd'hui).

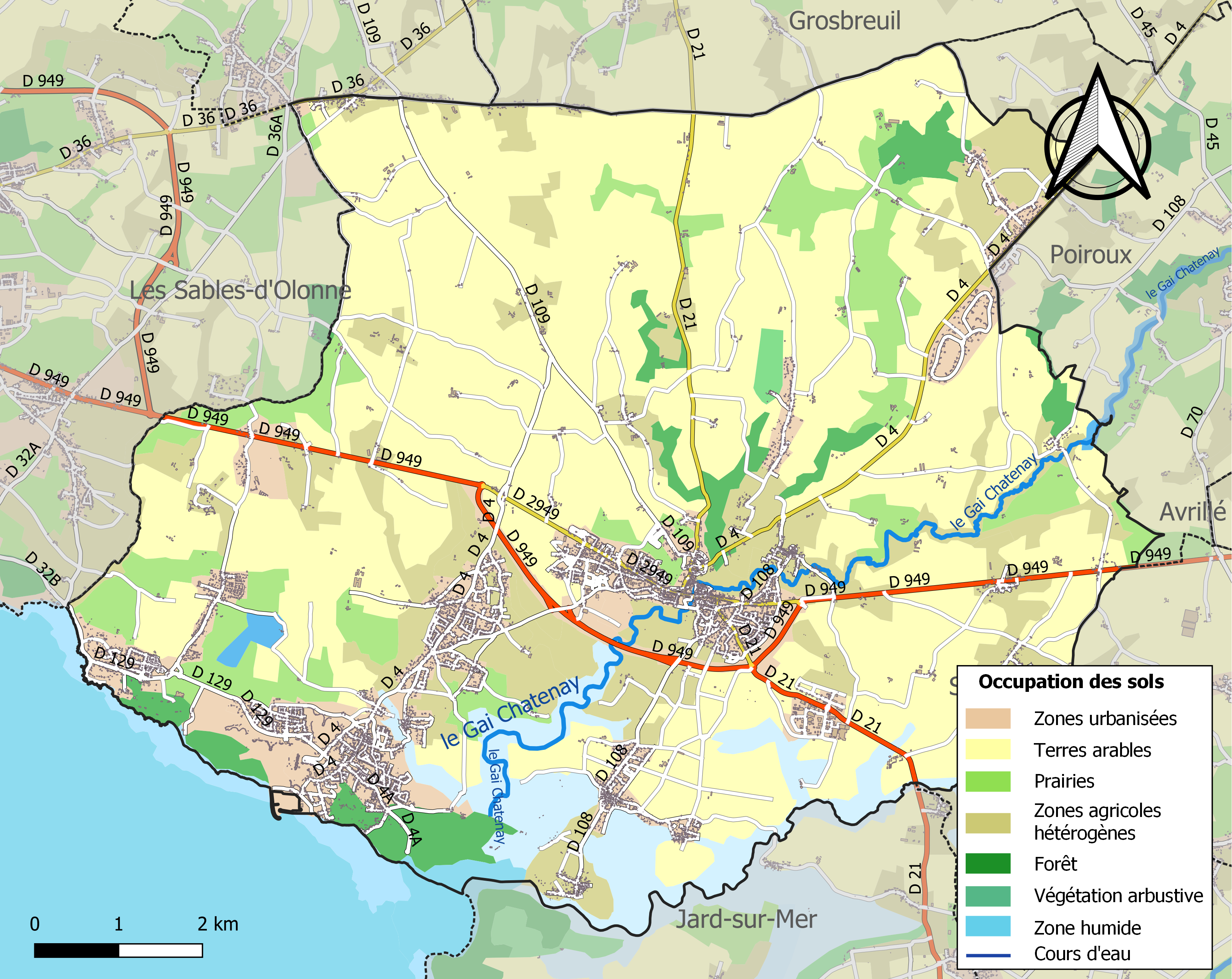
Carte des infrastructures et de l'occupation des sols de la commune en 2018 (CLC).

## Histoire
- Au XIe siècle, la terre de Talmont fut donnée par Guillaume le Grand, duc d'Aquitaine de 995 à 1030, à Guillaume le Chauve, l'un de ses plus fidèles sujets, qui y construisit un donjon, lequel fut agrandi dans la deuxième moitié du XIe siècle. Un quartier médiéval, doté d'une abbaye, d'une motte castrale et d'habitations se développe peu à peu à l'ombre de la forteresse[19]. Le port médiéval retrouvé lors de fouilles en 2021 date également de cette époque ; il est resté en usage jusqu’au XVIIe siècle[20].
- Au XIIe siècle, le mariage, en 1137, d'Aliénor d'Aquitaine, duchesse d'Aquitaine, à Louis VII, roi de France, fait passer Talmont sous l'autorité de ce dernier, lequel fait incendier le château en 1138 pour punir la trahison de Guillaume de Lezay, qui en avait la garde. L'annulation de ce mariage (1152), et le remariage d'Aliénor avec le futur roi Henri II d'Angleterre (1154) font des terres d'Aquitaine un sujet de dispute avec la couronne de France. La forteresse est renforcée par Raoul III de Mauléon, alors seigneur de Talmont, vassal de Richard Cœur de Lion, duc d'Aquitaine de 1169 à 1196, qui craint les attaques de la France[19].
- La seigneurie appartint par la suite aux Mauléon, dont Savary Ier de Mauléon, aux Thouars et à la famille d'Amboise
- Au XVe siècle, Louis XI en fit donation à son historiographe Philippe de Commynes.
- Le château fut assiégé au XVIe siècle par Henri de Navarre et son donjon fut démantelé au XVIIe siècle par Richelieu pour que les Anglais et leurs alliés ne puissent pas s'implanter durablement en Poitou.
- La dernière famille ayant le titre de Prince de Talmont, est la famille Trémoille. L'un des plus célèbres princes est Antoine-Philippe de La Trémoille, qui monta sur l'échafaud en 1794.
- La ville garde le souvenir de Béatrix de Machecoul, dont la légende fit une ogresse[21],[22].
- Après une première tentative entre 1834 et 1849, la commune de Talmont a fusionné en 1974 avec Saint-Hilaire-de-Talmont peuplée de 2 314 habitants au recensement de 1968[23], formant ainsi la commune de Talmont-Saint-Hilaire, peuplée de plus de 3 300 habitants ; ladite commune de Saint-Hilaire-de-Talmont avait porté, durant la Révolution, le nom de Le Tanès[23].

## Héraldique
| Blason | Blasonnement : D'argent aux trois tours crénelées de gueules, couvertes et girouettées du même, ouvertes, ajourées et maçonnées du champ. |

## Politique et administration

### Liste des maires
| Période                                  | Période   | Identité                       | Étiquette       | Qualité |
| ---------------------------------------- | --------- | ------------------------------ | --------------- | --- |
| 1795                                     | 1796      | M. Landais                     |                 | |
| Première défusion (1796-1834)            |           |                                |                 | |
| ?                                        | 1847      | François Gillaizeau            |                 | |
| 1847                                     | 1848      | Alexis Duroussy                |                 | Conseiller d'arrondissement de Talmont (1833 → ?) |
| 1848                                     | 1849      | Martial Bironneau              |                 | |
| Seconde défusion (1849-1973)             |           |                                |                 | |
| 1974                                     | mars 2001 | Jean Thibaut de La Rochethulon | UDF-PR puis DVD | Agriculteur Conseiller général de Talmont-Saint-Hilaire (1967 → 2004) Conseiller régional des Pays de la Loire (1987 → 2004) Maire de Saint-Hilaire-de-Talmont (1965 → 1974)                                              |
| mars 2001                                | mars 2014 | Pierre Berthomé                | DVD-UMP         | Cadre de banque Conseiller général de Talmont-Saint-Hilaire (2004 → 2015) Réélu en 2008 |
| mars 2014                                | En cours  | Maxence de Rugy                | LR              | Chargé de mission au conseil général de la Vendée Conseiller départemental de Talmont-Saint-Hilaire (depuis 2021) Conseiller régional des Pays de la Loire (2015 → 2021) Président de Vendée-Grand-Littoral (depuis 2017) |
| Les données manquantes sont à compléter. |           |                                |                 | |

## Population et société

### Démographie

#### Évolution démographique
L'évolution du nombre d'habitants est connue à travers les recensements de la population effectués dans la commune depuis 1793. Pour les communes de moins de 10 000 habitants, une enquête de recensement portant sur toute la population est réalisée tous les cinq ans, les populations de référence des années intermédiaires étant quant à elles estimées par interpolation ou extrapolation. Pour la commune, le premier recensement exhaustif entrant dans le cadre du nouveau dispositif a été réalisé en 2007.

En 2022, la commune comptait 8 327 habitants, en évolution de +10,88 % par rapport à 2016 (Vendée : +5,33 %, France hors Mayotte : +2,11 %).
| 1793 | 1800 | 1806 | 1821 | 1831 | 1836  | 1841  | 1846  | 1851 |
| ---- | ---- | ---- | ---- | ---- | ----- | ----- | ----- | ---- |
| 550  | 396  | 464  | 572  | 600  | 3 087 | 3 123 | 3 363 | 724  |

| 1856 | 1861 | 1866  | 1872  | 1876  | 1881  | 1886  | 1891  | 1896  |
| ---- | ---- | ----- | ----- | ----- | ----- | ----- | ----- | ----- |
| 694  | 980  | 1 043 | 1 040 | 1 027 | 1 043 | 1 047 | 1 159 | 1 155 |

| 1901  | 1906  | 1911  | 1921  | 1926  | 1931  | 1936  | 1946  | 1954  |
| ----- | ----- | ----- | ----- | ----- | ----- | ----- | ----- | ----- |
| 1 209 | 1 333 | 1 233 | 1 116 | 1 166 | 1 107 | 1 101 | 1 014 | 1 014 |

| 1962  | 1968  | 1975  | 1982  | 1990  | 1999  | 2006  | 2007  | 2012  |
| ----- | ----- | ----- | ----- | ----- | ----- | ----- | ----- | ----- |
| 1 046 | 1 110 | 3 347 | 3 865 | 4 409 | 5 363 | 6 533 | 6 693 | 7 259 |

| 2017  | 2022  | - | - | - | - | - | - | - |
| ----- | ----- | - | - | - | - | - | - | - |
| 7 657 | 8 327 | - | - | - | - | - | - | - |

#### Pyramide des âges
La population de la commune est relativement âgée.
En 2018, le taux de personnes d'un âge inférieur à 30 ans s'élève à 26,1 %, soit en dessous de la moyenne départementale (31,6 %). À l'inverse, le taux de personnes d'âge supérieur à 60 ans est de 38,8 % la même année, alors qu'il est de 31,0 % au niveau départemental.
En 2018, la commune comptait 3 797 hommes pour 3 951 femmes, soit un taux de 50,99 % de femmes, légèrement inférieur au taux départemental (51,16 %).
Les pyramides des âges de la commune et du département s'établissent comme suit.
| Hommes | Classe d’âge | Femmes |
| ------ | ------------ | ------ |
| 0,6    | 90 ou +      | 2,2    |
| 10,5   | 75-89 ans    | 11,5   |
| 27,0   | 60-74 ans    | 25,9   |
| 19,8   | 45-59 ans    | 21,2   |
| 14,5   | 30-44 ans    | 14,5   |
| 12,3   | 15-29 ans    | 11,1   |
| 15,3   | 0-14 ans     | 13,6   |

| Hommes | Classe d’âge | Femmes |
| ------ | ------------ | ------ |
| 0,8    | 90 ou +      | 2,2    |
| 8,7    | 75-89 ans    | 11,1   |
| 20,3   | 60-74 ans    | 21,3   |
| 20     | 45-59 ans    | 19,4   |
| 17,5   | 30-44 ans    | 16,8   |
| 15     | 15-29 ans    | 13,2   |
| 17,7   | 0-14 ans     | 16,1   |

## Économie & Industrie
- Siège social de Bellier automobiles, constructeur de voitures sans permis.

## Lieux et monuments
- Château de Talmont[34] des XIe, XIe, XVe et XVIe siècles.
- Château des Granges-Cathus[35] du XVIe siècle. Il s'agit de l'un des rares châteaux de la renaissance en Vendée, achevé vers 1525. Transformé en 1878, il conserve néanmoins de belles sculptures italianisantes en façade et un superbe escalier à vis aux voûtes sculptées[36].
- Château de la Garcillière.
- Château de Bourgenay.
- Église Saint-Hilaire.
- Église Saint-Pierre, de style XIIIe siècle.
- Chapelle Saint-Pierre du Xe siècle.
- Chapelle de Bourgenay.
- Manoir du Veillon.
- Halles du XIXe siècle.
- Ostréiculture à la Guittière[37].
- Marais salants de la Guittière.

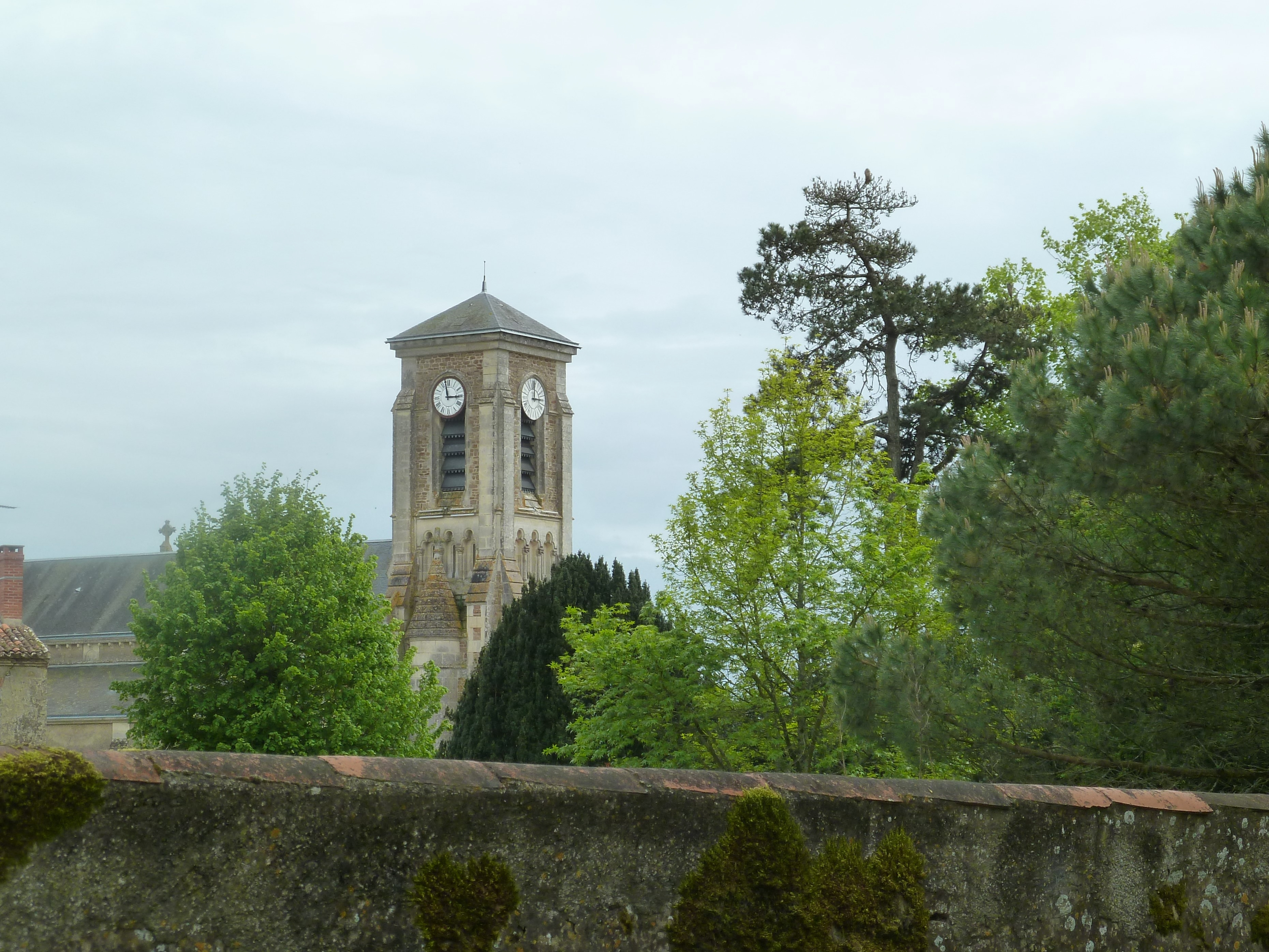
l'église Saint-Hilaire.
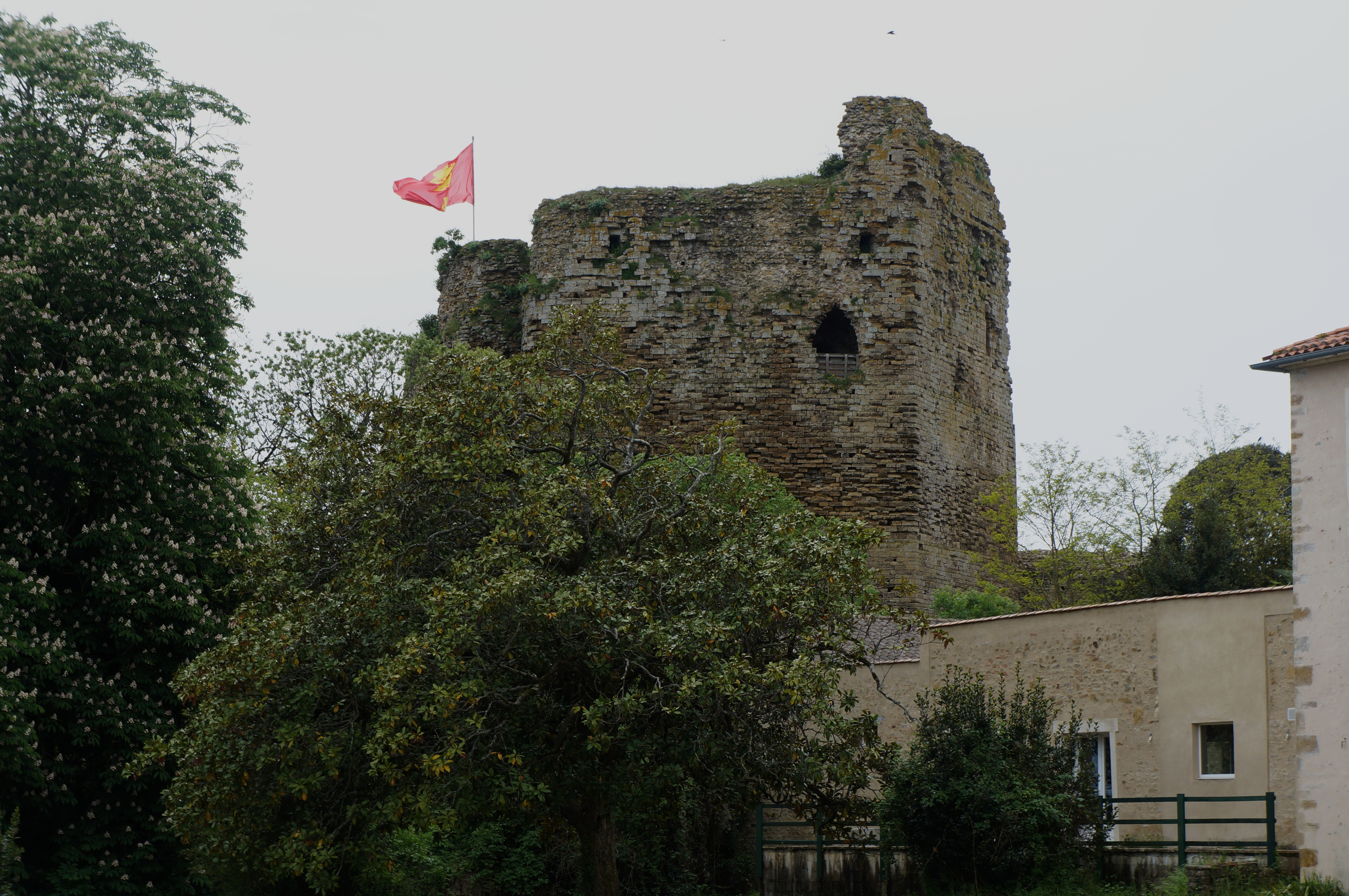
Château de Talmont-Saint-Hilaire.
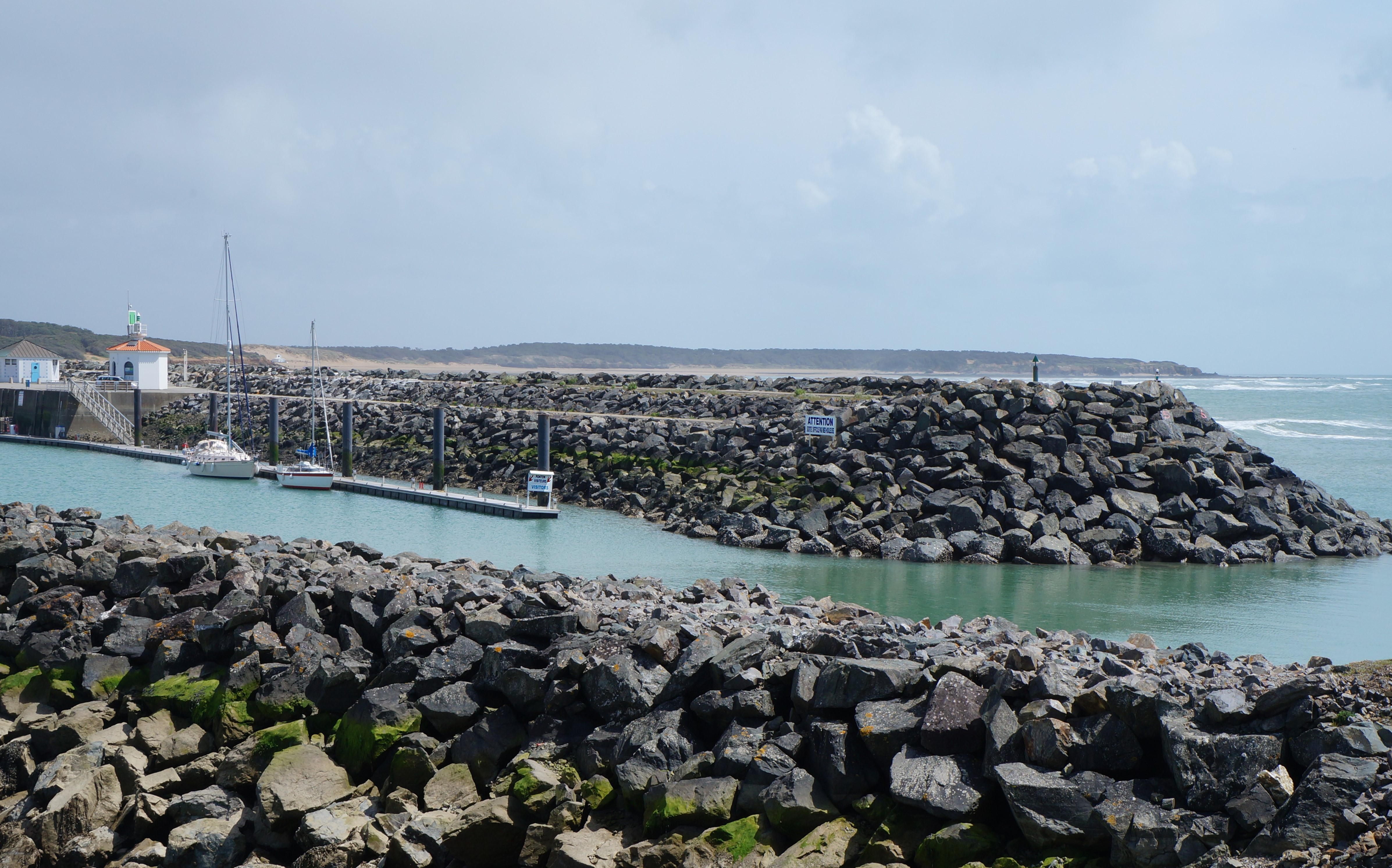
Port Bourgenay, l'entrée du chenal.
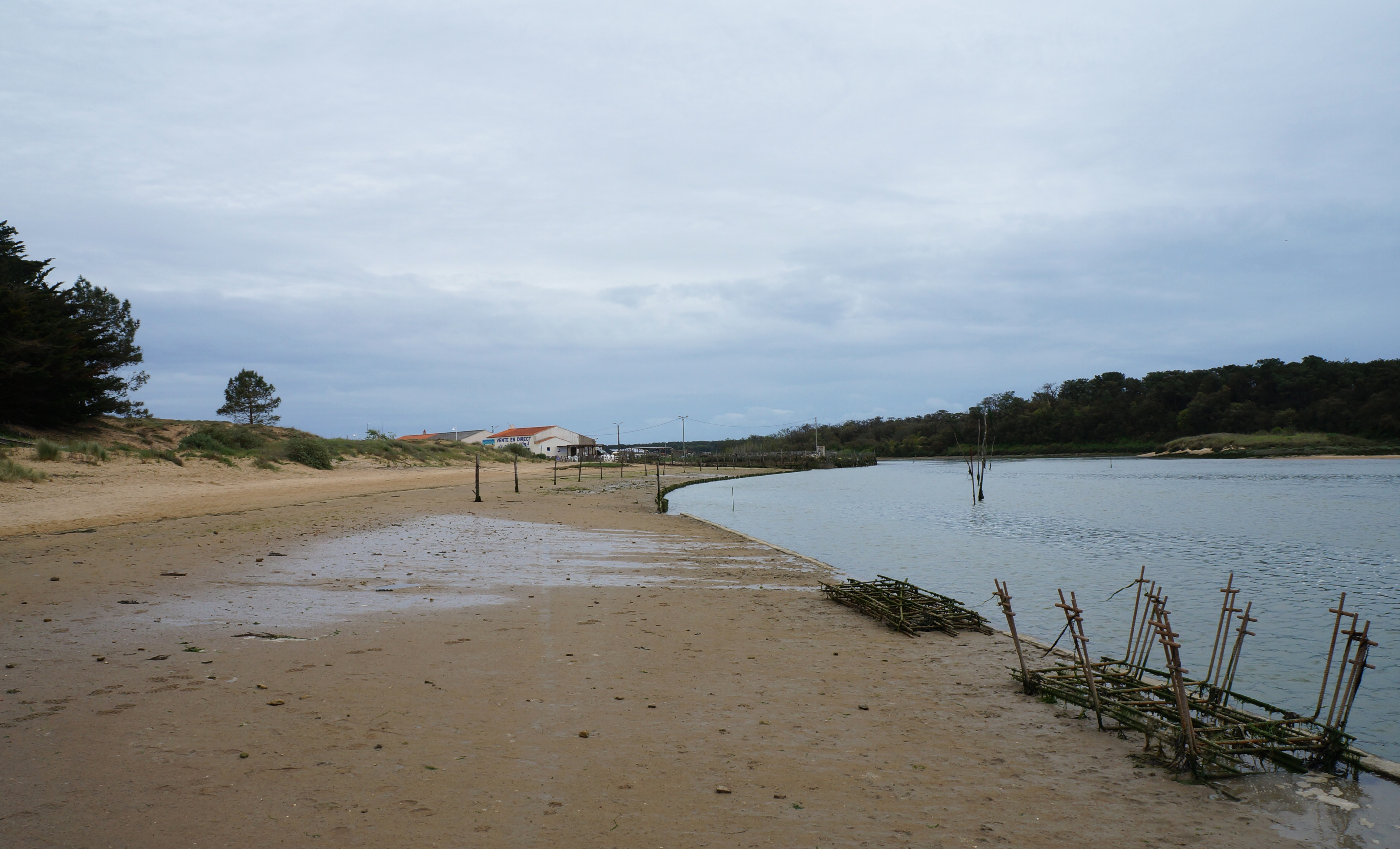
Le village d'ostréiculteurs de la Guittière.

## Musées
- Musée automobile de Vendée.

## Tourisme

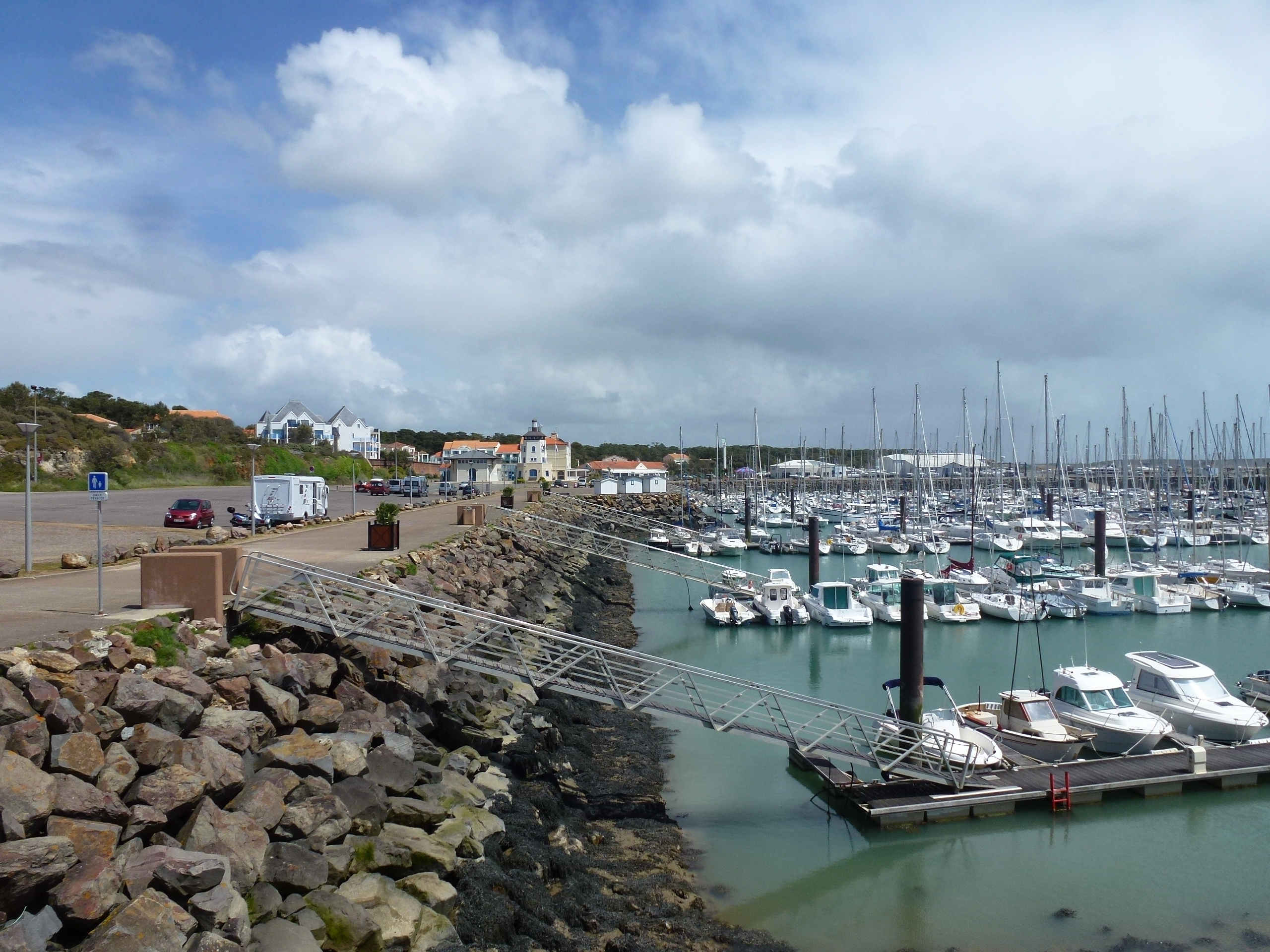
La capitainerie et la marina de Port-Bourgenay.

La commune de Talmont-Saint-Hilaire dispose d'un bureau de tourisme ouvert à l'année, situé 6, rue de l’Hôtel-de-Ville, et d'un bureau de tourisme ouvert en saison situé à La Croisée à Bourgenay. Ces bureaux de tourisme dépendent de l'office de tourisme de la destination Vendée-Grand Littoral.
En 1996, Talmont-Saint-Hilaire a été la première commune européenne à accueillir un village aéronautique sur son territoire, le Vendée Air Park situé au nord-est du bourg à la limite de la commune de Poiroux[réf. nécessaire].
Port-Bourgenay est un port de plaisance artificiel d'une capacité de six cents anneaux, dépendant de la commune.

## Personnalités liées à la commune
- Charles-Jean-Marie Alquier (1752-1826), magistrat, homme politique et diplomate français des XVIIIe et XIXe siècles.
- Henri Dorie (1839-1866), prêtre martyr de Corée.
- Gabrielle Bellocq (1920-1999), artiste pastelliste.
- Louis Chaigne, écrivain, (1899-1973).
- Achille Mestre, juriste, professeur de droit aux universités de Toulouse puis de Paris (1874-1960).
- Auguste Goichon (1890-1961), peintre de la Marine et illustrateur français du XXe siècle.
- Philippe Mestre (1927-2017), homme politique.

### Animaux
- Visconti du Telman, jument de saut d'obstacles montée par Kevin Staut[38]

## Événements
- Talmont-Saint-Hilaire était l'arrivée de la dernière étape de l'édition 2005 de la solitaire du Figaro.
- Deuxième étape du Tour de France 2005.
- Sixième étape du Tour de France à la voile en 2010.
- Première étape du Tour de France en 2018.